# Volya (Bulgarie)
Pour les articles homonymes, voir Volia.
 (janvier 2018).
Si vous disposez d'ouvrages ou d'articles de référence ou si vous connaissez des sites web de qualité traitant du thème abordé ici, merci de compléter l'article en donnant les références utiles à sa vérifiabilité et en les liant à la section « Notes et références ».
Volya (en bulgare Воля) est un parti politique bulgare de droite populiste.

## Histoire
Il est fondé le 15 juillet 2007 par Veselin Mareshki sous le nom d'« Alliance libérale ». Pendant une courte période, le parti est renommé Dnes (« Aujourd'hui »). Depuis le 28 novembre, son nom est Volya, qui signifie « pouvoir » ou « volonté »,,.
Volya a participé aux élections européennes de 2019 en tant que membre de la coalition Volya-Les Patriotes bulgares. La coalition comprenait également l'Union agraire Alexandre Stamboliyski, le Parti populaire pour la liberté et la dignité et les Sociaux-démocrates unis. Mareshki était en tête de la liste de la coalition et a déclaré qu'il déciderait s'il conserverait son siège s'il était élu. La coalition espérait gagner deux sièges mais n'en a remporté aucun, terminant à la 6e place.
Aux élections législatives d'avril 2021, Volya se présente avec le Front national pour le salut de la Bulgarie au sein de la Coalition patriotique qui, avec 2,34 % des voix, n'obtient aucun siège.
Avant les élections législatives de juillet 2021, Volya forme une nouvelle alliance électorale, baptisée Patriotes bulgares, avec le Front national pour le salut de la Bulgarie et le VMRO - Mouvement national bulgare. Elle connaît un nouvel échec avec 3,10 % des voix.
Enfin, pour les élections de novembre suivant, Volya se présente à nouveau séparément et totalise 0,2 % des voix.

## Idéologie
Le parti défend des orientations politiques populistes et réformistes, la promotion du patriotisme, des contrôles stricts de l'immigration, des relations plus amicales avec Moscou et la nécessité de « balayer les ordures » d'un establishment politique jugé corrompu.

## Résultats électoraux

### Élections parlementaires
| Année    | Voix    | %    | Rang | Sièges   | Gouvernement               |
| -------- | ------- | ---- | ---- | -------- | -------------------------- |
| 2013     | 8 873   | 0,25 | 19e  | 0 / 240  | Extra-parlementaire        |
| 2017     | 145 637 | 4,15 | 5e   | 12 / 240 | Soutien sans participation |
| 04/2021a | 75 921  | 2,33 | 10e  | 0 / 240  | Extra-parlementaire        |
| 07/2021b | 85 795  | 3,10 | 7e   | 0 / 240  | Extra-parlementaire        |
| 11/2021  | 7 081   | 0,27 | 16e  | 0 / 240  | Extra-parlementaire        |

a  Au sein de la Coalition patriotique, avec le Front national pour le salut de la Bulgarie.
b  Au sein de Patriotes bulgares, avec le Front national pour le salut de la Bulgarie et VMRO - Mouvement national bulgare.

### Élections européennes
| Année | Voix   | %    | Rang | Sièges |
| ----- | ------ | ---- | ---- | ------ |
| 2019  | 70 830 | 3,62 | 6e   | 0 / 17 |